# Varietat vinífera
Una varietat vinífera, varietat de vinya o varietat de cep, és una classificació de la planta Vitis vinifera segons l'ampelografia que descriu els trets morfològics (soca, sarment, pàmpol, gotim, gra...) i l'activitat biològica (maduració, resistència a malures...). En termes botànics s'anomena cultivar, o varietat cultivada, que és diferent de les varietats biològiques.
Cada varietat dona un raïm i una varietat de vi amb uns trets organolèptics concrets. Des del punt de vista d'interès enològic hi ha unes 300 varietats emprades en l'elaboració de vi, tant varietats pures com varietats híbrides creades perquè els ceps siguin més resistents a les malures. En general, cada denominació d'origen defineix les seves
- varietats recomanades, que són les autòctones o tradicionals que donen un caràcter concret al seu vi, i les
- varietats autoritzades, normalment les importades com a varietats millorants en el cupatge.

Són varietats autòctones:
- Boval de la Plana d'Utiel.
- Callet, fogoneu, manto negre i premsal blanc de Mallorca.
- Macabeu, pansa blanca d'Alella, picapoll del Pla de Bages, trepat de la Conca de Barberà i xarel·lo del Penedès.

Són varietats tradicionals als Països Catalans, o bé no autòctones cultivades habitualment des de fa molt de temps, o bé d'origen antic imprecís:
- Garnatxa, garnatxa roja, malvasia, messeguera, monestrell, moscatell, parellada, samsó, sumoll, trobat i ull de llebre.

Són varietats foranes importades i aclimatades:
- Cabernet franc, cabernet sauvignon, carinyena, chardonnay, chenin, gewürztraminer, merlot, pedro ximenes, pinot noir, riesling, sauvignon i sirà.

Altres varietats només són conreades en zones d'on són autòctones com ara la godello i la mencía a Galícia.